# 克雷斯波斯
克雷斯波斯，是西班牙卡斯蒂利亚-莱昂阿维拉省的一个市镇。 总面积32km2, 总人口667人（2001年），人口密度21人/km2。